# 梅内维尔
梅内维尔（法語：Ménerville，法語發音：[menɛʁvil]）是法国伊夫林省的一个市镇，属于芒特拉若利区。

## 地理
梅内维尔（48°57'58"N, 1°36'6"E）面积3.51 平方千米，位于法国法蘭西島大區伊夫林省，该省份为法国北部内陆省份，北起瓦兹河谷省，西接厄尔省，西南接厄尔-卢瓦省，东南接埃松省，东临上塞纳省。
与梅内维尔接壤的市镇（或旧市镇、城区）包括：布瓦西莫瓦森、诺夫莱特、勒泰特尔圣但尼。

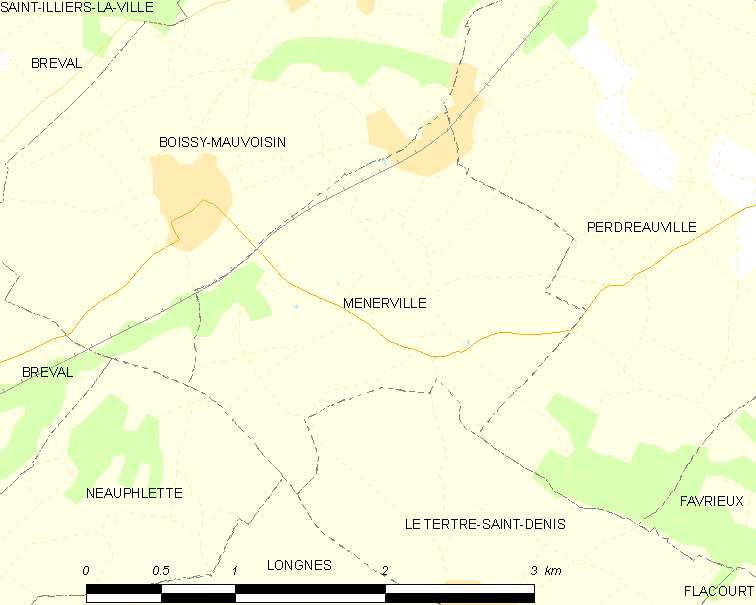
梅内维尔的OSM定位图

梅内维尔的时区为UTC+01:00、UTC+02:00（夏令时）。

## 行政
梅内维尔的邮政编码为78200，INSEE市镇编码为78385。

## 政治
梅内维尔所属的省级选区为塞纳河畔博尼耶尔县。

## 人口

1962-2008年间梅内维尔人口变化图示

梅内维尔于2022年1月1日时的人口数量为218人。